# 勒马努瓦尔 (卡尔瓦多斯省)
勒马努瓦尔（法語：Le Manoir，法語發音：[lə manwaʁ] ⓘ）是法国卡尔瓦多斯省的一个市镇，属于巴约区。

## 地理
勒马努瓦尔（49°17'2"N, 0°35'40"W）面积5.88 平方千米，位于法国诺曼底大区卡爾瓦多斯省，该省份为法国西北部沿海省份，北濒大西洋英吉利海峡，东北与滨海塞纳省以海上边界相接，东临厄尔省，南至奧恩省，西与芒什省接壤。
与勒马努瓦尔接壤的市镇（或旧市镇、城区）包括：巴藏维尔、里村、索梅尔维约、贝桑地区维埃纳、瑟勒河畔克勒利。

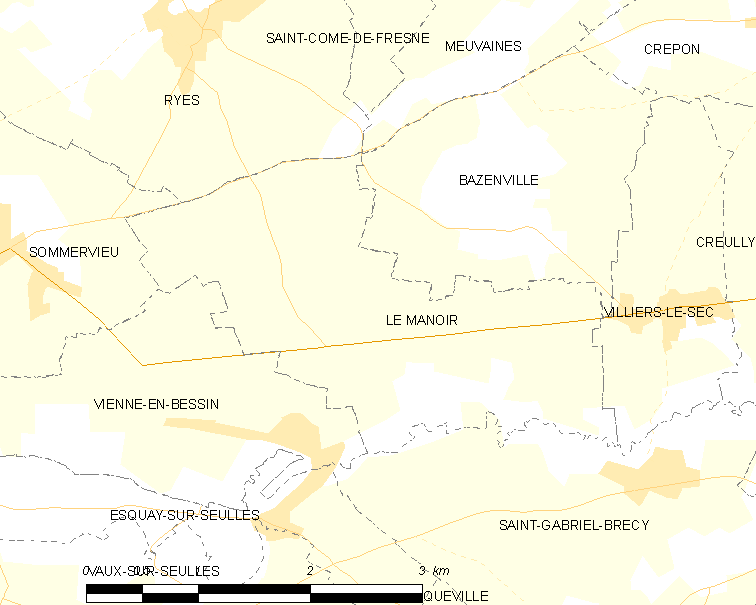
的OSM定位图

勒马努瓦尔的时区为UTC+01:00、UTC+02:00（夏令时）。

## 行政
勒马努瓦尔的邮政编码为14400，INSEE市镇编码为14400。

## 政治
勒马努瓦尔所属的省级选区为巴约县。

## 人口

1962-2008年间人口变化图示

勒马努瓦尔于2022年1月1日时的人口数量为200人。